# Электронно-оптический преобразователь

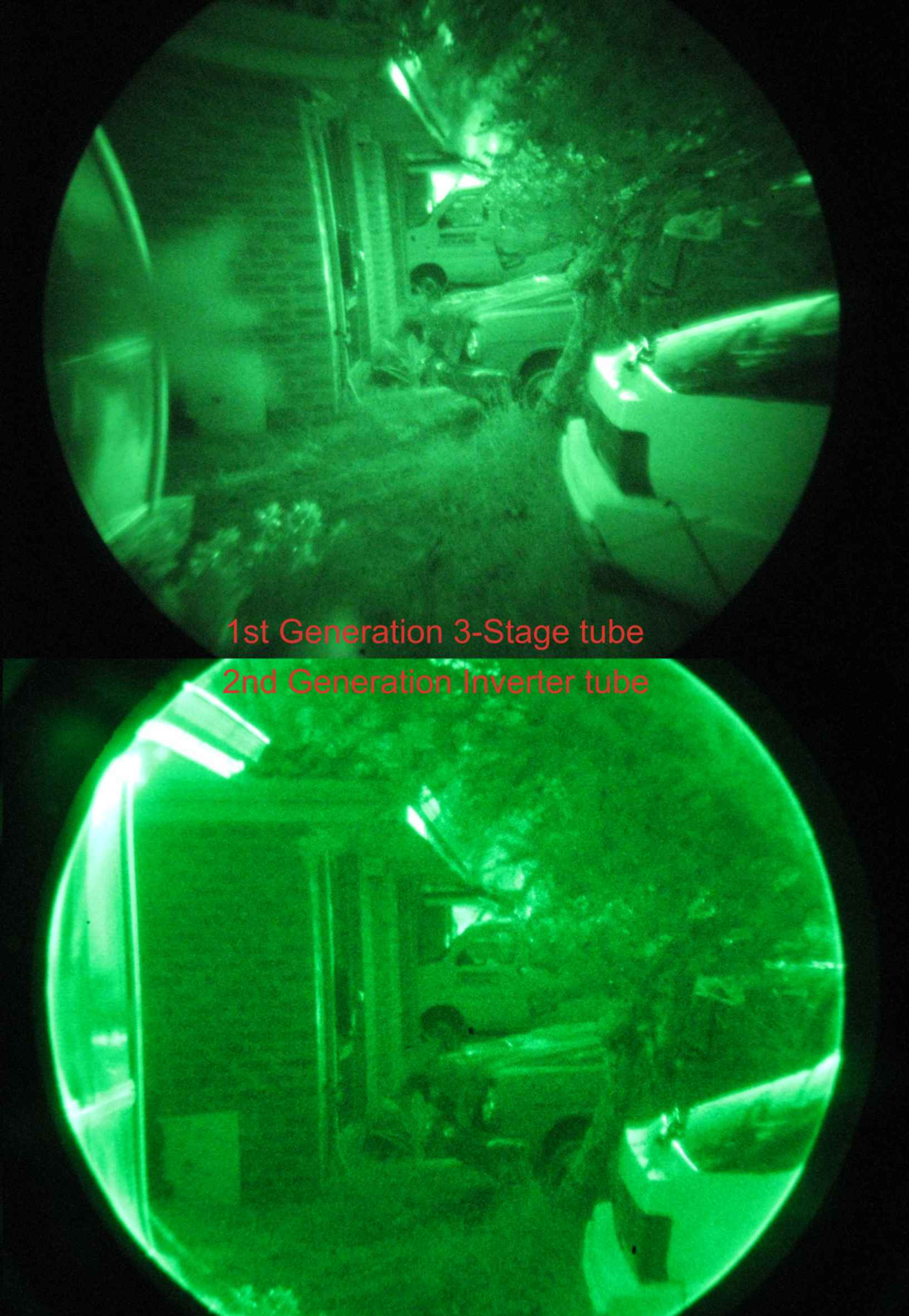
Изображение, полученное с помощью ЭОП

Электронно-оптический преобразователь (ЭОП) — это вакуумный фотоэлектронный прибор для преобразования невидимого глазом изображения (в ближнем инфракрасном, ультрафиолетовом или рентгеновском спектре) в видимое либо для усиления яркости видимого изображения.
Высокая светочувствительность ЭОП позволяет получить различимое изображение даже при очень низких уровнях освещённости (например, звёздное небо). Чувствительность ЭОП в ближнем инфракрасном диапазоне позволяет подсвечивать сцену инфракрасными прожекторами, невидимыми для невооружённого глаза. Эти возможности предопределили широкое применение ЭОП в приборах ночного видения.
Крупнейшие производители ЭОП — Hamamatsu, Проксивижн, ITT Exelis, L3, Photonis, Катод, Экран ФЭП, Экран-Оптические системы, МЭЛЗ-ЭВП.
Кроме того, термином ЭОП часто называют устройство, содержащее:
- фотокатод, преобразующий слабые световые потоки в потоки электронов,
- усилитель этих электронных потоков,
- бомбардируемый электронным потоком люминесцентный экран, на котором воспроизводится усиленное изображение.

## Конструкция

Конструкция простейшего ЭОП

Простейший ЭОП представляет собой короткий стеклянный цилиндр. На одном его торце изнутри напылён фотокатод из вещества с малой работой выхода, то есть легко ионизирующегося под действием света. На другом торце напылён люминофор, то есть вещество, светящееся под ударами электронов. Специальная система электродов обеспечивает ускорение (то есть увеличение энергии) и размножение электронов на пути от фотокатода к люминофору. Для нормальной работы на эти электроды подаются определённые напряжения, вырабатываемые источником питания ЭОП.

Конструкция ЭОП с микроканальной пластиной

В качестве усилителя электронных потоков в современных ЭОП используется микроканальная пластина.

## История ЭОП для приборов ночного видения
Первую конструкцию ЭОП предложили в 1928 г. изобретатели из компании Philips.

### Активные ПНВ нулевого поколения
Разработаны в Германии во время Второй мировой войны. Применение союзниками по антигитлеровской коалиции во всех возрастающих объёмах авиации для борьбы с немецкими танками (особенно после открытия второго фронта в Европе) свело возможность передвижения танковых частей днём практически к нулю. Остро встал вопрос об оснащении танков приборами ночного видения, работа над которыми велась фирмой AEG с 1936 года. Такие устройства требовали активной подсветки инфракрасными прожекторами. Основной фотоэлемент — электронно-оптический преобразователь с фотокатодом, который позволял изображать обстановку, подсвеченную ИК-светом, в окуляре в видимом спектре. Недостатком являлись отсутствие защиты от яркого света (защиты от вспышки) и демаскировка ИК-прожекторами.
Итогом этих разработок стали монтируемые на командирской башенке «Пантеры» инфракрасные прожекторы-осветители мощностью 200 Вт плюс приборы наблюдения, которые позволяли осматривать при движении местность с дистанции 200 метров. При этом водитель танка такого прибора не имел и управлял машиной, руководствуясь указаниями командира.
В ноябре 1944 года панцерваффе получили 63 «Пантеры», оснащённые первыми в мире серийными активными приборами ночного видения Sperber FG 1250.
Фирмой Zeiss-Jena разрабатывался ещё более мощный прибор, позволявший «видеть» на расстоянии 4 км, однако из-за больших размеров осветителя — диаметр 600 мм — применения на «Пантерах» он не нашёл..
Но чтобы вести ночью и огонь, требовался более мощный осветитель. Для этого на полугусеничном бронетранспортере Sd Kfz 250/20 был установлен инфракрасный прожектор Uhu («Сова») мощностью 6 кВт, обеспечивавший работу прибора ночного видения на дистанции 700 метров. Испытания его прошли удачно, и фирма Leitz-Wetzlar изготовила 800 комплектов оптики для ночных приборов. Данная техника использовалась для ночных атак на советские позиции во время наступления на Балатоне (март 1945).
В 1944 году германской промышленностью была выпущена опытная партия из примерно 300 инфракрасных прицелов Zielgerät 1229 (ZG 1229) «Vampir», которые устанавливались на автоматы StG 44. Комплект состоял из прицела весом 2,26 кг, батареи в деревянном корпусе (13,59 кг) и блока питания прицела, размещавшегося в доработанном футляре от противогаза. Блок питания и батареи крепились на подвесную систему за спиной солдата. Вес прицела вместе с аккумуляторами достигал 16 кг, дальность видимости не превышала ста метров, время работы — 3…5 часов. Комплектование автоматов прицелами ZG 1229 началось только в последние месяцы войны и достоверные сведения о боевом применении комплекса отсутствуют.

### Первое поколение
Основа технологии — фотоумножители, поставленные между фотокатодом и окуляром, что позволяло добиться многократного усиления невидимого ИК света с переводом последнего в видимый диапазон. ЭОП первого поколения применялись во время войны во Вьетнаме американскими военными.

### Второе поколение
Применена микроканальная технология, что позволило избавиться от паразитной засветки. Яркая точка на изображении оставалась точкой и не засвечивала соседние каналы.

### Третье поколение
Применены фотокатоды на арсениде галлия, что позволило ещё больше увеличить коэффициент усиления света и уменьшить габариты приборов.